# Selena Du
Selena Du es la embajadora de Buena Voluntad de la ONU 2010, actriz, presentadora y modelo de varias marcas. También ostenta el título Miss Asia 2012 División de E.U. Du valora en gran medida las causas benéficas, y entrar en actividades públicas sociales. Ha aparecido en televisión en los programas más importantes de Asia y también en revistas. Es muy conocida entre la población asiática.

## Biografía
Nacida en Milán, Italia, Selena Du, de ascendencia rusa, pasó su infancia en Europa antes de su traslado a los Estados Unidos. Desde su infancia, Du gustaba de cantar y bailar, ella se emocionaba cuando se presentaba delante de los demás. Du era extrovertida y energética de niña. Su madre era una bailarina profesional que recibió entrenamiento de ballet en Rusia, bajo la tutela de Ulanova. Du ha sido cultivada de la edificación en la danza. Cuando tenía seis años de edad, comenzó su formación en la Academia de Ballet de Danza de Beijing.[cita requerida]
Durante un tiempo, Du no quiso seguir la danza, pero su madre insistió en mantenerla dentro del Ballet. La Madre de Du cree que no importa lo que Du vaya a hacer en el futuro, incluso si no tiene nada que ver con la danza, el Ballet de aprendizaje es esencial, ya que en última instancia le beneficia a largo plazo. La madre de Du cuenta con mucha experiencia en ballet, Du escuchó a su mamá sobre estudiar ballet, también estaba convenciéndose gracias a su profesor de ballet, quien dijo que Du es una excelente bailarina.
Du ha mostrado interés en la realización de arte en una edad muy joven. A la edad de siete años, fue admitida en Troupe el Beijing Youth Televisión (BTV) La realización y la Televisión Central de China (CCTV) Troupe Galaxy.[cita requerida]Inició sus entrenamientos en la música vocal y de actuar, ella apareció en una serie de producciones de televisión y espectáculos. Ha actuado como solista en numerosas reuniones internacionales importantes y actuaciones nacionales. El famoso director de orquesta de música Nie Zhongming una vez elogió la voz de Du: "Du Selena tiene hermosa voz, su voz es única, y es muy difícil de encontrar entre sus compañeros porque la mayoría de la gente no tiene ese tipo de voz".

Du fue también atleta. Fue seleccionada en el equipo de natación Nacional de Chinal. Sin embargo, poco después de que ella entró en el equipo, salió de China con su familia debido al trabajo de su padre.
Su padre es un diplomático, por lo que Du tiene el privilegio de viajar por el mundo con sus padres. De hecho, Le disfruta mucho de viajar por el mundo con su familia, y tener la oportunidad de experimentar las culturas de diferentes países. Du había estado en más de veinte países antes de la edad de diez años.

## Antecedentes familiares
Selena Du nació en una familia diplomática. Su abuelo paterno era un estratega militar de la antigua Unión Soviética bajo Khrushchev. Su abuelo materno provenía de una familia de médicos, era el médico Feng Yuxiang del ejército. Todos los miembros de su familia son muy educados. Su padre recibió título de graduado de Princeton, y el hermano de Du es un estudiante de la Facultad de Derecho de Harvard.

## Infancia
Los Padres de Du eran estrictos, hicieron hincapié en la importancia de la educación. Su rendimiento académico ha sido muy bueno, siempre fue la alumna destacada entre sus compañeros de clase. Ella estaba en el equipo de fútbol escolar y esquí de equipo de rodaje.
Ella gusta de leer novelas, y está especialmente interesada en cursos de idiomas. Ella quiere aprender más idiomas, lo que contribuirá a la comunicación sin barreras con más personas.

## Participación en Organizaciones Benéficas
Du había dado muchos apoyos a la caridad, Inspirada por voluntarios en las bibliotecas locales, YMCA y más escuelas que viajan a los orfanatos, visitan refugios y centros de acogida de mujeres sobrevivientes de desastres naturales. Había pasado una gran cantidad de tiempo en el Centro Superior de Oakland en California como voluntaria en muchos días de fiesta importantes.
Como Embajadora de Buena Voluntad de la ONU, Du fue a África Central y con los niños en América.
Cuando Du era una niña, quería ser pediatra. A ella le gusta trabajar con los niños y ayudarles. Ella utilizó las ganancias de su reciente película "Tiempo en Aba" para ayudar a 9 niños a matricularse en la escuela. Los niños están ahora en condiciones de recibir educación con su apoyo.

## Filmografía
| Año  | Título        | Personaje |
| ---- | ------------- | --------- |
| 2011 | Volver        | Doya      |
| 2012 | Feed me       | Nurse     |
| 2012 | A Time in Aba | Isabelle  |